# رونی مونتروز
رونی مونتروز (انگلیسی: Ronnie Montrose; ۲۹ نوامبر ۱۹۴۷ – ۳ مارس ۲۰۱۲) موسیقی‌دان اهل ایالات متحده آمریکا بود. وی بین سال‌های ۱۹۶۹ تا ۲۰۱۲ میلادی فعالیت می‌کرد.